# 경남 FC U-12
경남 FC U-12은 경남 FC의 12세 이하 유스팀이다.
경남 FC의 U-12는 U-15, U-18팀과 다르게 학교가 아닌 클럽에서 운영하는 유소년 클럽 형식의 클럽팀으로 최근 이준재 선수가 U-12팀부터 시작해 모든 유스팀을 거쳐 프로팀에 입단하면서 경남 FC가 그동안 유소년 시스템에 쏟아 부은 노력이 서서히 성과를 보이는 중이다.

## 같이 보기
- 경남 FC
- 진주고등학교 축구부
- 군북중학교 축구부